# Noah Bastian
Noah Dale Bastian (* 26. August 1979 in San Jose, Kalifornien) ist ein US-amerikanischer Schauspieler und Sänger, der vor allem als Chad Linus, Mitglied der Boyband 2gether, in dem gleichnamigen Film und der gleichnamigen Serie bekannt wurde.
Noah Bastian wurde als viertes von fünf Kindern seiner Eltern Gayla und David Bastian in San Jose geboren. Seine drei älteren Geschwister heißen Davy, Somer und Tyler. Seine jüngere Schwester heißt Haley.
Ursprünglich sollte Bastian Beau heißen, aber sein Bruder Tyler, der damals drei Jahre alt war, bestand im Krankenhaus darauf, dass sein kleiner Bruder Noah heißt.
Bastian wuchs in Draper, Utah auf. Im Mai 1999 zog er nach Los Angeles.

## Filmografie
- 1999: Johnny Tsunami – Der Wellenreiter (Johnny Tsunami)
- 2000: 2gether – der Film (2gether)
- 2000: 2gether (2gether: The Series)
- 2001/2002: Meine Familie – Echt peinlich (Maybe It's Me), 6 Gastauftritte
- 2002: JAG – Im Auftrag der Ehre (JAG), Gastauftritt: 8.05
- 2004: Everwood, Gastauftritt: 2.16
- 2006: Oh je, du Fröhliche! (Unaccompanied Minors)
- 2007: Ice Spiders
- 2008: The Adventures of Food Boy